# Imunološka sinapsa
Imunološka sinapsa, tudi imunska sinapsa, je stik med limfocitom T in antigenim tujkom ali antigen predstavitveno celico (APC), obstaja pa le v času interakcij (medsebojnih vplivanj). Odkril jo je Avraham Kupfer, sam termin pa je sestavil Michael Dustin, ki jo je tudi podrobno proučeval.
Imunska sinapsa zajema stike med:
- pomagalnimi T celicami Th1 in antigen-predstavitvenimi celicami (npr. makrofagi),
- pomagalnimi T celicami Th2 in limfociti B,
- citotoksičnimi T celicami (Tc) in tarčnimi celicami,
- naravnimi celicami ubijalkami in tarčnimi celicami.

Imunološka sinapsa nastane v nekaj minutah po začetnih interakcijah med limfocitom T in antigenom oz. APC. Proces zajema organizacijo in segregacijo T-celičnih receptorjev in drugih soudeleženih komponent, pri čemer so pomembne povezave z aktinskimi filamenti, slednji pa so pomembni tudi v spremembi fizikalnih lasnosti celične membrane (plazmaleme) in kinetiki interakcij receptor-ligand za lažji nastanek sinapse.
Tovrstni stiki med celicami ubijalkami (Tc) in tarčnimi celicami so pomembni za prostorsko omejeno delovanje citokinov, kar varuje druge, normalne celice pred potencialnim delovanjem citokinov oziroma njihovo nespecifično delovanje na druge celice.
Čeprav limfociti B na svoje receptorje vežejo topne antigene, lahko tudi ti tvorijo imunske sinapse z APC (npr. z dendritičnimi celicami). Domneva se, da tovrstni mehanizem okrepi aktivacijo limfocitov B.